# Pień (jezioro)
Pień (Czarny Dół; niem.: Pinn See) – jezioro w Polsce, położone na Pojezierzu Łagowskim, w województwie lubuskim, w powiecie świebodzińskim, w gminie Lubrza.

## Hydronimia
Obecna nazwa została wprowadzona urzędowo 17 września 1949 roku. Państwowy rejestr nazw geograficznych jako nazwę oboczną podaje nazwę Czarny Dół.

## Charakterystyka
Jezioro Pień jest zbiornikiem położonym w lesie, kilometr na południe od Nowej Wioski. Jest własnością prywatną. Wędkowanie oraz wypoczynek na terenie jeziora są możliwe po uzyskaniu zgody właściciela. 
Według Mapy Podziału Hydrograficznego Polski leży na terenie zlewni siódmego poziomu Kanał Niesulicki do jez. Goszcza. Identyfikator MPHP to 1878811.

## Ochrona środowiska
Jezioro znajduje się na terenie obszaru chronionego krajobrazu o nazwie Rynna „Ołoboku i Paklicy”. Głównym założeniem ochronnym tej strefy jest ochrona naturalnego korytarza ekologicznego wzdłuż wspomnianej rynny polodowcowej. Dodatkowo nad wschodnim brzegiem jeziora znajduje się pomnik przyrody Krzeczkowskie Bagno, a w odległości około 500 metrów na wschód Rezerwat przyrody Pniewski Ług.